# Parasolymus multiguttatus
Parasolymus multiguttatus är en skalbaggsart som beskrevs av Stefan von Breuning 1949. Parasolymus multiguttatus ingår i släktet Parasolymus och familjen långhorningar.
Artens utbredningsområde är Kenya. Inga underarter finns listade i Catalogue of Life.